# Bezaantje
Het bezaantje (Velella velella) is een hydroïdpoliep uit de familie Porpitidae. De soort werd in 1758 vermeld door Linnaeus in de tiende editie van Systema naturae.

## Beschrijving
Deze ronde, maximaal 10 cm brede staatkwal (geen kwal, maar een kolonie van poliepen) drijft aan het oppervlak op open zee. Op de bovenkant van het drijflichaam bevindt zich een verticaal, met gas gevuld, driehoekig zeiltje, zodat hij zich door de wind kan laten voortbewegen. Na stormen ziet men vaak hele linten van deze dieren op stranden liggen.

### Gedrag
Het bezaantje voedt zich met plankton. De netelcellen kunnen de menselijke huid niet penetreren, maar het gif is wel irriterend als het in bijvoorbeeld een oog terechtkomt. De tentakels zijn 2 tot 3 cm lang. Door harde wind kunnen zij soms massaal aanspoelen. Het "zeil" kan twee kanten op staan, de twee vormen worden door de wind verschillende kanten op gedreven, bij aanspoelen is er vaak maar een vorm aanwezig.

## Voorkomen
De soort komt algemeen voor op de Atlantische, Stille en Indische Oceaan en de Middellandse zee, maar is zeldzaam in de Noordzee.

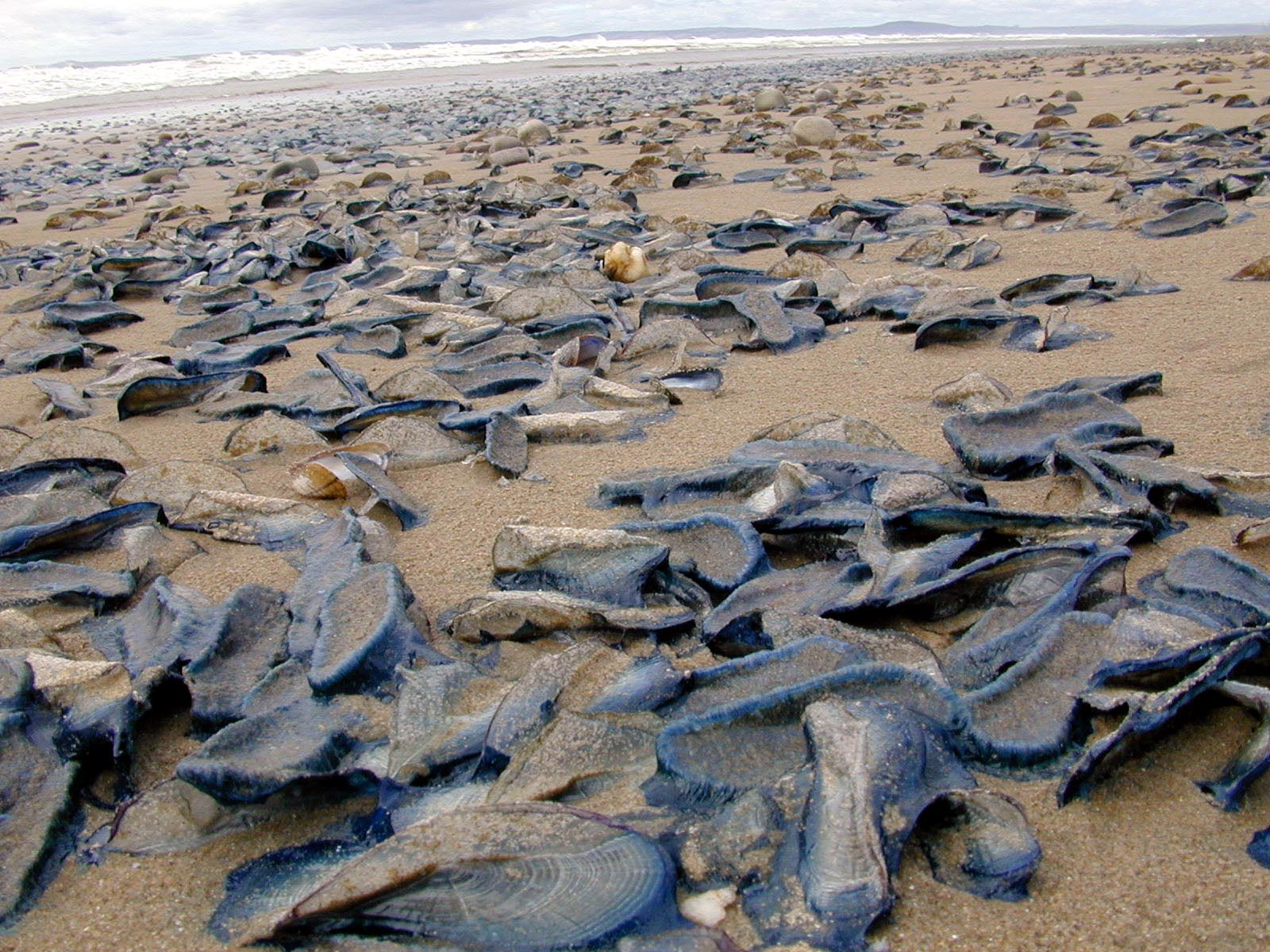
Massaal aangespoelde bezaantjes.